# 熊其勋
熊其勋（1882年—1917年）贵州都匀人，生于广西那地土州，黔军将领，中华民国追赠陆军中将。

## 生平
清朝末年，熊其勋在那地土州招兵自卫，历任总督教练、管带等职务。中华民国成立后，随唐继尧入贵州，历任黔北防营管带、督带、统带、陆军第五团团长，护国军第七支队长，暂编第三混成旅旅长等职务。1917年7月，在刘显世、戴戡的成都之战中，熊其勋在突围时遭川军埋伏而被俘。后被押往成都斩首。同年7月，北京政府追赠熊其勋陆军中将荣衔。